# Elina Nummenpaa
Elina Nummenpää (1983) is een golfprofessional  uit Finland. Ze speelt op de Ladies European Tour (LET). 
Na haar schooltijd ging Elina naar een sportcollege in Finland en ze werd sportleraar en personal trainer. PAs nadat ze in 2009 het Fins amateurkampioenschap won, overwoog ze professional golfer te worden. 

## Professional
Ze werd in 2011 professional. In 2012 speelde Elina de LETAS.  
In januari 2013 was ze de enige Finse speelster die via de Tourschool in Marrakesh een tourkaart voor de LET van dat jaar behaalde. 